# La Bella
La Bella, även benämnd Kvinna i blå klänning, är en oljemålning utförd av den italienske målaren Tizian år 1536.
Målningen visar en kvinna iförd en kostbar blå damaskklänning med guldbroderier och rosetter. Vid urringningen skymtar hennes vita camicia, ett underklädesplagg. Klänningens ärmar är utförda i ett annat tyg och en annan färg och har små hål, där camician kan dras ut. Kvinnan håller i ett utsirat guldbälte vars behållare förmodligen innehåller parfym, kanske bärnsten eller mysk. Med vänsterhanden pekar hon på sin zibellino, en på 1500-talet populär modeaccessoar av sobel- eller mårdpäls. La Bella bär även ett guldhalsband och örhängen med rubiner och pärlor. Dyra smycken och kläder utgjorde typiska bröllopsgåvor, men de kunde även ges åt älskarinnor och kurtisaner.
Målningen beställdes av Francesco Maria I Della Rovere, hertig av Urbino. År 2011 restaurerades målningen för att framhäva den blå klänningens elegans och hudens lyster.
Den avporträtterade kvinnan har även varit modell för målningarna Ung kvinna med päls och Venus från Urbino.